# دالاس رکوردز
دالاس رکوردز (انگلیسی: Dallas Records) شرکت نشر موسیقی کروات است، که در سال ۱۹۹۴ تأسیس شد.